# Факс

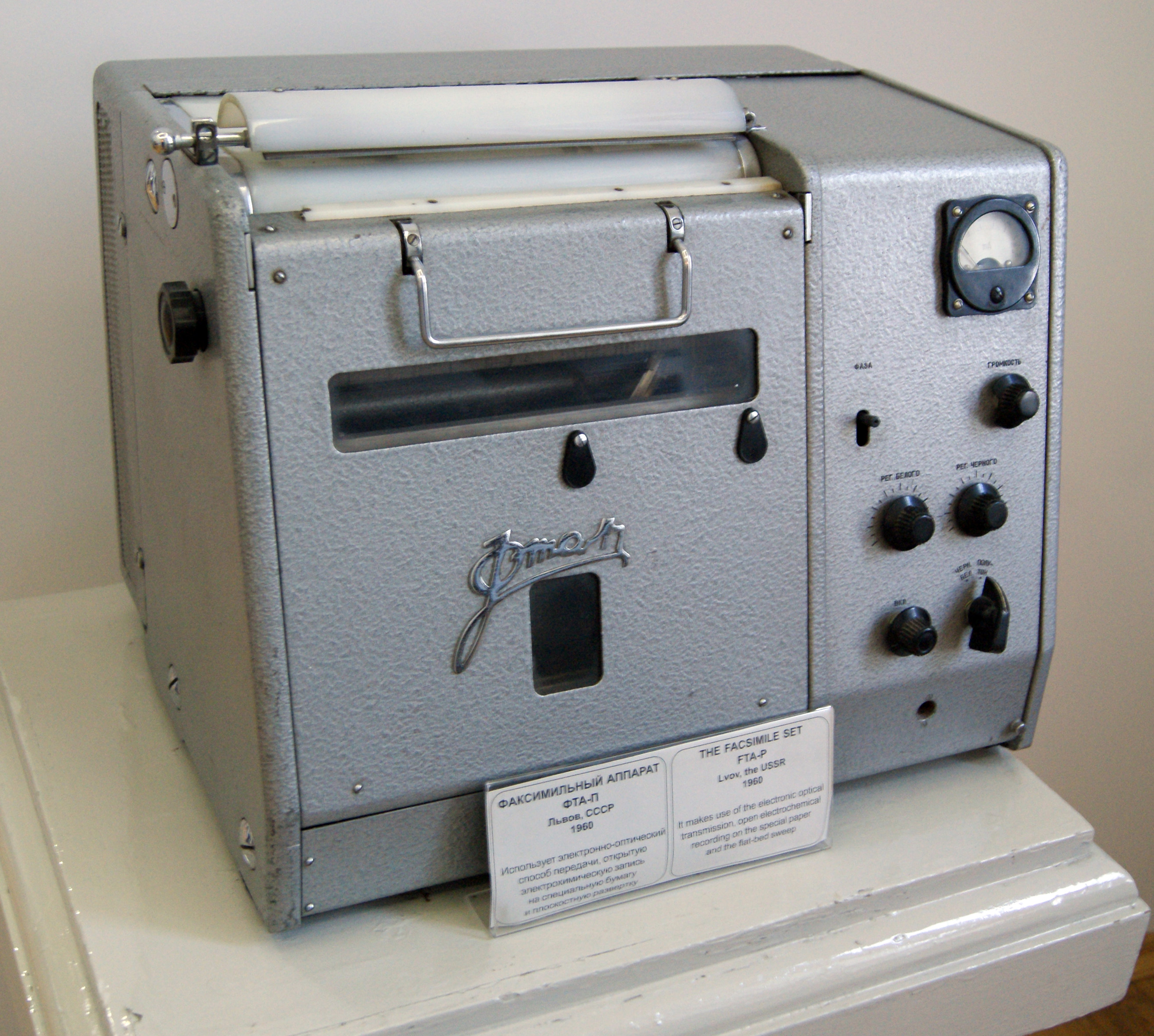
Советский факсимильный аппарат «ФТА-П», 1960 год

Факс или факси́мильная свя́зь (англ. fax, сокр. от facsimile (новолат. faximile) – от лат. fac simile – «сделай подобным образом», «сделай подобное») — технология отправки и получения неподвижных изображений (сканированных фотографий и текста) по телефонной линии. В зависимости от используемого канала по рекомендации Международного союза электросвязи различают телефа́кс (телефонные сети общего пользования) и датафакс (сети передачи данных). Помимо этого, с 29 ноября 1924 г. существовала технология радиофакс для передачи графической информации посредством радиоволн на большие расстояния посредством отражения радиоволн от ионосферы.
Исторически факсимильная связь включалась в состав телеграфной связи и является разновидностью электросвязи. Пользователи факсимильной связи, до начала 90-х годов прошлого века, часто называли её "телетайп" (хотя телетайп предполагал только передачу текста).

## История технологии

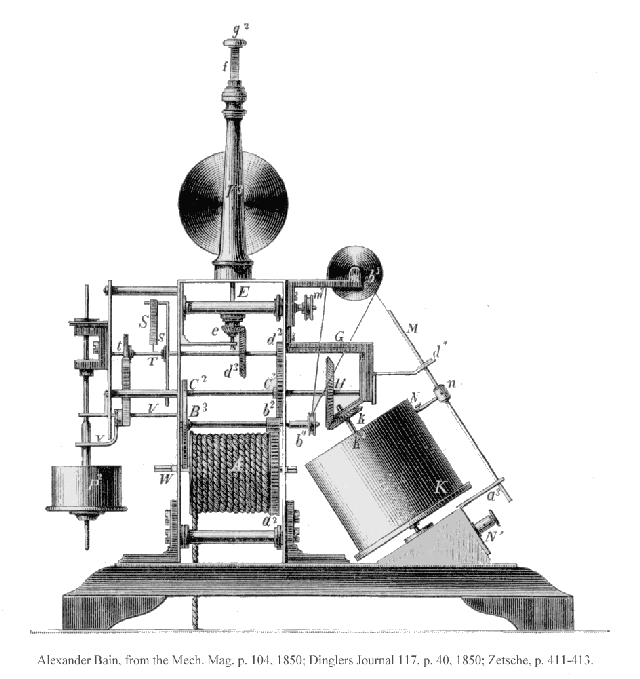
Факсимильный аппарат Бейна, 1850 год

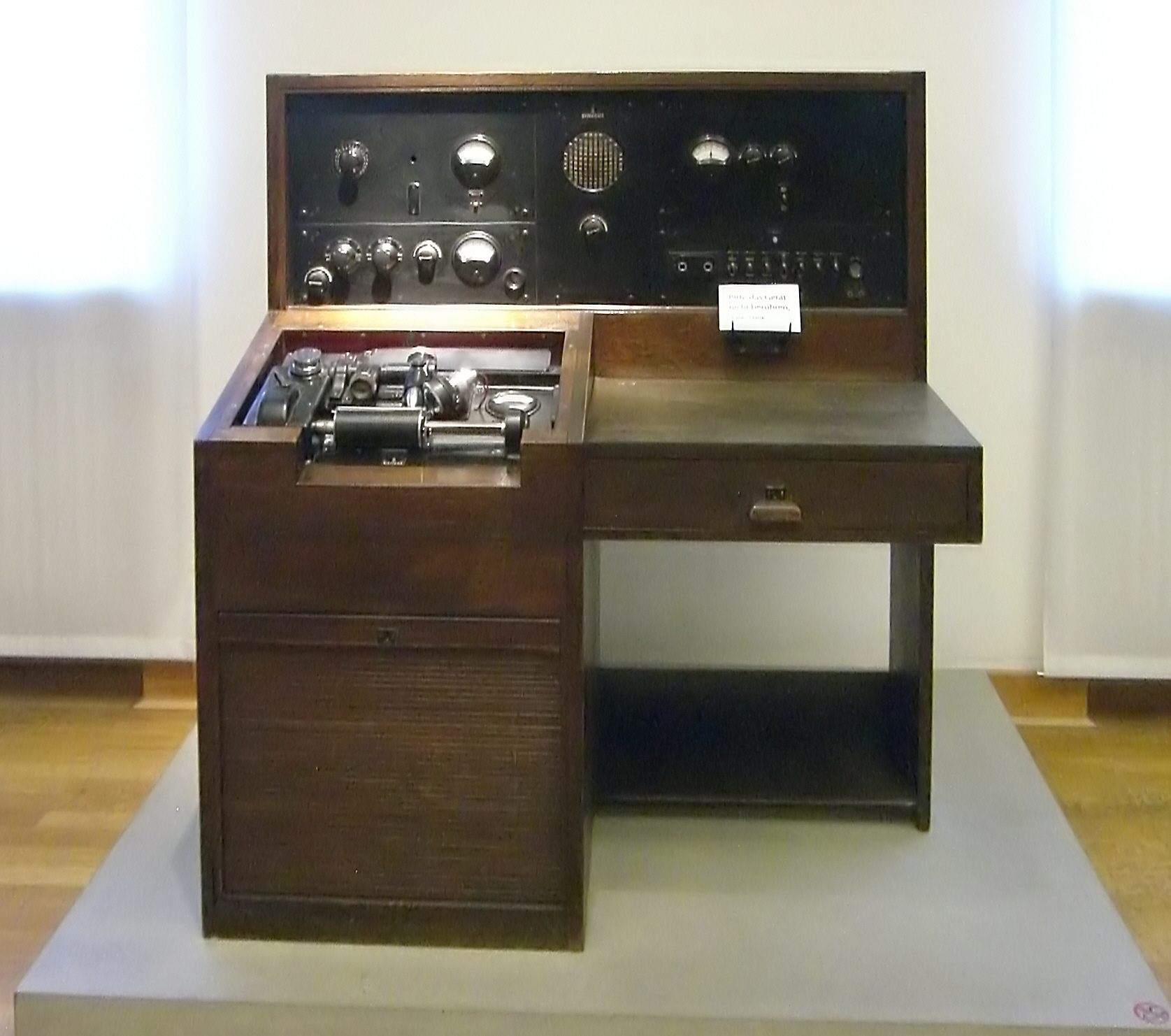
Немецкий бильдаппарат «Siemens & Halske», 1940 год

Современное многофункциональное устройство «OKI», поддерживающее факсимильную связь

Шотландец Александр Бейн считается первым изобретателем факсимильного аппарата, но он не развил свою идею до повсеместного практического применения. Впервые он выразил мысль о передаче изображений в своем британском патенте 1843 года, в нём излагались общие мысли о работе телеграфных аппаратов (Patent № 9,745, May 27, 1843, Production and regulation of electric currents, electric timepieces and electric printing and signal telegraphs).
В 1848 году, во время отъезда Александра Бэйна в Америку, Фредерик Бэйкуэлл  запатентовал первый «копирующий телеграф». Бэйн после этого пришёл в ярость и стал атаковать Бэйкуэлла в печати, утверждая, что тот бывал за год до этого в его мастерской и ознакомился с его устройствами. Будучи в США, он старался продвигать свой факсимильный аппарат. Но в Великобритании Компания электрического телеграфа (Electric Telegraph Company) отдала приоритет Бэйкуэллу и проводила опыты с его устройствами. Тогда в 1850 году Александр Бэйн создал свой собственный факсимильный аппарат. Копирование и передача изображения занимали много времени, постоянно возникали проблемы с синхронизацией приемника и передатчика. Бэйн продемонстрировал свой факсимильный аппарат на Промышленной выставке 1851 года, но он не заинтересовал публику.
В 1855 году итальянский изобретатель Джованни Казелли создал аналогичное устройство, которое назвал «Пантелеграф», и предложил его для коммерческого использования. Первая коммерческая линия Пантелеграфа между Парижем и Лионом заработала в 1865 году, за 11 лет до изобретения телефона Александром Беллом.
Аппарат Казелли передавал изображение текста, чертежа или рисунка, нарисованного на свинцовой фольге специальным изолирующим лаком. Контактный штифт скользил по этой совокупности перемежающихся участков с большой и малой электропроводностью, «считывая» элементы изображения. Передаваемый электрический сигнал записывался на приёмной стороне электрохимическим способом на увлажнённой бумаге, пропитанной раствором железосинеродистого калия (красной кровяной соли). Пантелеграф использовался на линиях связи Москва — Петербург (в 1866—1868 годах), Париж — Марсель, Париж — Лион.
Технологический прорыв связан с открытием фотоэффекта и его законов в конце XIX века. Немецкий изобретатель Артур Корн в 1902 году продемонстрировал первую фотоэлектрическую систему для передачи неподвижных изображений, названную им «Бильдтелеграф». Устройство получило известность 17 марта 1908 года, когда из Парижа в Лондон за 12 минут был передан фотопортрет разыскивавшегося преступника, сыгравший решающую роль в его задержании. Однако, из-за инерционности, свойственной всем селеновым фотоэлементам, скорость передачи аппарата повысить никак не удавалось. Почти одновременно во Франции Эдуард Белен сконструировал «Беленограф», впоследствии использованный для первой передачи фотоснимка через Атлантический океан. Беленограф не содержал никаких фотоэлементов, а считывал рельеф, получаемый дубящим отбеливанием хромированной желатины специальной фотобумаги. Несмотря на специфическую технологию печати, беленограф на несколько десятилетий завоевал популярность в Европе благодаря высокой скорости передачи изображения.
С 1920-х годов, благодаря изобретению электронных ламп и усилителей электрических колебаний на их основе, произошёл дальнейший рывок в развитии факсимильной связи. Одной из первых массовых технологий стал фототелеграф, разработанный инженером компании AT&T Гербертом И. Ивсом при участии Гарри Найквиста. Аппарат представлен публике 19 мая 1924 года, когда из Кливленда в Нью-Йорк были переданы 15 фотографий, предназначенных для ежедневных газет. В фототелеграфе приём изображения осуществлялся на светочувствительный фотоматериал, после проявления которого получалась фототелеграмма.
Несколько десятилетий технология была стандартом в новостной фотожурналистике, где использовалась для оперативной доставки фотоинформации с места события, а также для её распространения заказчикам. Регулярное применение технологии начало агентство «Ассошиэйтед Пресс», 12 февраля 1935 года передавшее снимок с западного на восточное побережье США.
В 1930-х годах в СССР были созданы собственные фототелеграфные аппараты (например, ЗФТ-А4, ФТ-37, ФТ-38), работавшие по этому же принципу. С этого времени фототелеграф появляется в правоохранительных органах, передавая ориентировки на преступников, образцы почерков и другую разыскную информацию.
В 1959 году японская газета «Асахи» передала готовые полосы по фототелеграфу из токийской редакции в типографию Саппоро, положив начало технологии децентрализованной печати ежедневных газет. Таким же способом стали распространяться метеокарты, предназначенные для корабельных экипажей. Дополнительным стимулом развития фототелеграфии в СССР стало расширение контактов с КНР, где документы содержали иероглифы, передача которых по обычному телеграфу затруднена. В США аппараты «Тикетфакс» использовались для передачи железнодорожных билетов из центральных касс в городские и пригородные.
Несмотря на пригодность телефонной сети общего пользования, массовым этот вид связи не стал, поскольку аппараты разных производителей были несовместимы и сложны в управлении. Для организации фототелеграфной связи между двумя пунктами требовались установка приёмника и передатчика одной системы, а также квалифицированный оператор. Большинство таких линий предназначалось для конкретных ведомственных целей, не предполагая произвольного выбора абонента. Дальнейшее развитие голосовой телефонии и повышение качества связи привели к стандартизации протоколов передачи изображения, совместимых с телефонными каналами связи.
В современном виде факс появился в 1964 году благодаря компании Xerox, создавшей «дистанционный ксерокс» (англ. Long Distance Xerography, LDX). Два года спустя компания выпустила «Magnafax Telecopier», весивший «всего» 46 фунтов (21 кг). Управление устройством было очень лёгким по сравнению со всеми предыдущими конструкциями, а на передачу одной страницы по стандартной телефонной линии тратилось всего 6 минут. Благодаря успехам в создании факсимильных аппаратов в 1966 году Международный союз электросвязи утвердил первые международные стандарты для аналоговой факсимильной передачи («Группа 1»). Однако, массовым видом связи факсы стали только после 1978 года, когда сектором стандартизации электросвязи МСЭ (CCITT) была утверждена в качестве международного стандарта усовершенствованная «Группа 2», поддержанная большинством производителей оргтехники. Новый стандарт позволил сократить время передачи страницы с 6 до 3 минут при той же чёткости.
Бум факс-технологий пришёлся на конец 1970-х годов, когда на рынок вышли многочисленные производители аппаратов. Xerox продолжил совершенствование технологии, объединив факс и копировальный аппарат в общем устройстве. В настоящее время факс вытесняется многофункциональными устройствами, совмещающими в том числе и факсимильную связь. Современный факс конкурирует с электронной почтой и иными средствами передачи графических файлов, однако его роль в современном бизнесе уменьшается сравнительно медленными темпами. Помимо удобства и простоты этого вида связи, значительную роль играет распространенность факсимильных аппаратов, возможность передачи цветных изображений, а также нежелание некоторых организаций переходить на иные методы связи, поскольку это потребует инвестиций и усилий на переподготовку персонала. Кроме того, современные факсы имеют возможность использовать обычную писчую бумагу взамен использовавшейся ранее специальной термобумаги.

## Принцип действия
Вплоть до появления современных факсов в конце 1970-х годов большинство устройств работало аналогично фототелеграфу: оригинал наматывался на вращающийся барабан и сканировался светочувствительным сенсором по спирали. Однако полученный пульсирующий ток не передавался непосредственно к приёмнику, а использовался для модуляции несущей звуковой частоты в соответствии с тоном передаваемого участка. Устройства тех лет выполнялись как приставки к обычному телефону и содержали акустический модем для телефонной трубки, оборудованный микрофоном и громкоговорителем. После общения с абонентом по телефонной линии прибор переводился в режим передачи или приёма, а телефонная трубка укладывалась на модем таким образом, чтобы микрофон трубки оказывался напротив динамика модема и наоборот. Таким образом, по телефонной линии передавался звук, полученный путём модуляции несущей частоты видеосигналом факса.
После демодуляции в приёмном аппарате полученный сигнал подавался на устройство, прижимающее грифель или чернильное перо к листу обычной бумаги, намотанной на такой же вращающийся барабан.

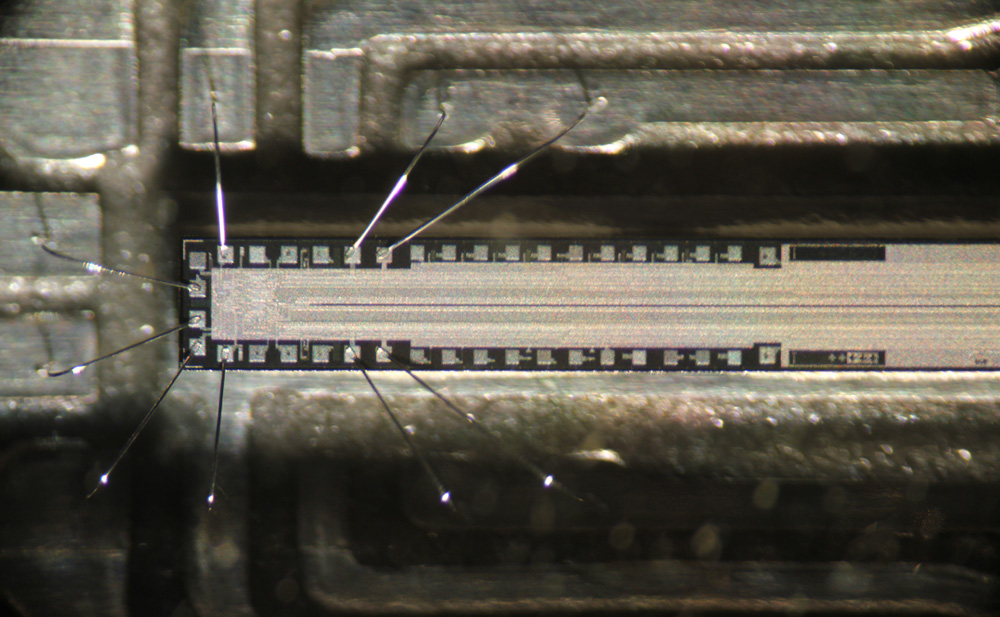
Сканирующая ПЗС-линейка факсимильного аппарата

Такой принцип действия устарел с распространением цифровой техники и приборов зарядовой связи, упростивших сканирование изображения. В факсах Группы 4 для этого используется ПЗС-линейка из 1782 считывающих элементов, установленная напротив барабана, перемещающего передаваемый лист с небольшой скоростью. При перемещении оригинала мимо линейки кадровая память формирует файл с целым изображением. Революцию в передаче факса осуществил в конце 1960-х годов аппарат «Dacom DFC-10», в котором для сжатия цифрового потока использовалась технология, разработанная компанией Lockheed Corporation для приёма фотографий со спутников. Это позволило сократить время передачи страницы без необходимости улучшения канала связи. В 1980 году была принята Группа 3 первых стандартов цифровой факсимильной связи, основанных на модифицированном коде Хаффмана. Процесс приёма также упростился за счёт применения термопечати на специальной бумаге с конца 1970-х годов. В 1990-х годах рулонная термопечать уступила место плоским струйным принтерам или аналогичным устройствам с термопереносом, не требующим дорогостоящей термобумаги и поддерживающим цветную печать.
До внедрения современных цифровых стандартов и принтеров большинство факсов были пригодны только для передачи и приёма штриховых оригиналов и не позволяли получать высококачественные копии полутоновых изображений. Это было обусловлено сложностью воспроизведения преобладающими способами печати и, главным образом, назначением факсимильной связи, которая служит для передачи текстовых и рукописных документов. Современные факсы способны передавать и воспроизводить не только полутоновые, но и полноцветные изображения, которые сканируются планшетным сканером.
По мере удешевления компьютерного оборудования и доступа к сети интернет всё чаще для передачи изображений используется подключённый к сети компьютер общего назначения, имеющий принтер, сканер. Такой тип компьютеров по цели использования иногда носит отдельное название «Офисный компьютер». В ряде случаев использование такого компьютера именно в процессе передачи изображений также называют «факсимильной связью».
Главным преимуществом перед традиционным факсом является отсутствие необходимости в синхронной и синфазной работе всех элементов тракта связи. Благодаря же создаваемым факс-гейтам точная граница между традиционной факсимильной связью и такой компьютерной отсутствует совершенно.
Развитие вычислительной техники и математического аппарата позволило «экономить» пропускную способность линий. Например, Canon Fax B215C осуществляет передачу ч/б изображений по стандартным факсовым протоколам MH, MR, MMR, JBIG, а цветных изображений — со сжатием по стандарту JPEG. При этом время передачи цветной страницы составляет около 4 мин. для цветного изображения и 3 мин. для полутонового изображения среднего качества.

### Модуляция
Передающее устройство производит модуляцию несущей частоты видеосигналом в соответствии с одним из выбранных протоколов связи, тем самым достигая максимальной совместимости с конкретным типом канала.
В аналоговой факсимильной связи применяется, как правило, амплитудная модуляция, реже — частотная. С распространением цифровых факсов появились и соответствующие протоколы для передачи данных.
Первые из них разрабатывались специально для факсимильной связи, но в дальнейшем чаще стали использоваться общепринятые в компьютерных сетях.
Наиболее современное факсовое оборудование принимает и передаёт изображения по некоторым модемным протоколам.
| Название стандарта ITU | Дата публикации | Скорости, бит/с            | Способ модуляции       |
| ---------------------- | --------------- | -------------------------- | ---------------------- |
| V.27                   | 1988            | 4800, 2400                 | Фазовая манипуляция    |
| V.29                   | 1988            | 9600, 7200, 4800           | Квадратурная модуляция |
| V.17                   | 1991            | 14 400, 12 000, 9600, 7200 | Треллис-модуляция      |
| V.34                   | 1994            | 28 800                     | Квадратурная модуляция |
| V.34bis                | 1998            | 33 600                     | Квадратурная модуляция |

### Каналы связи

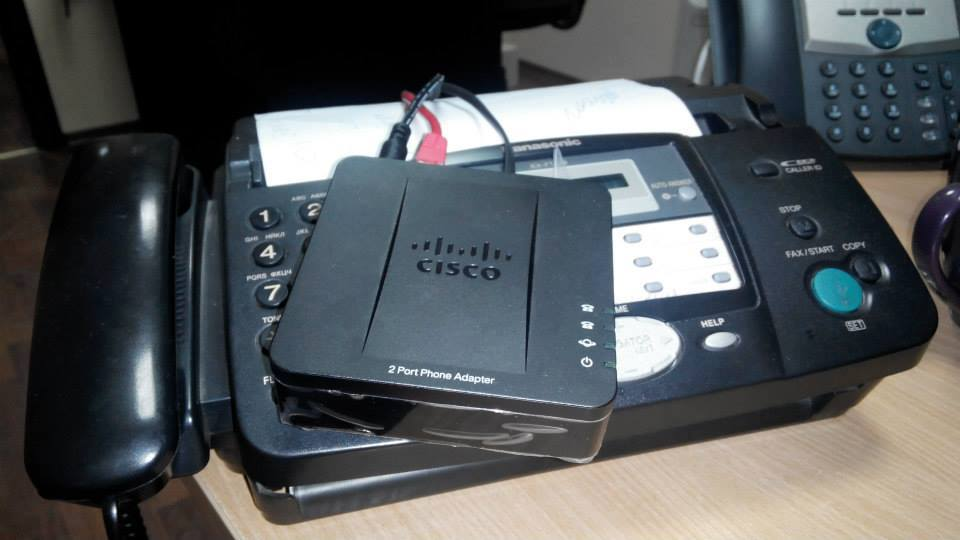
Подключение факс-аппарата через VoIP-шлюз Cisco SPA112

Главное отличие современного факса от других технологий передачи изображения заключается в возможности использовании телефонной сети общего пользования с небольшой полосой пропускания, позволяющей сделать вид связи общедоступным.
Новейшие технологии факсимильной связи базируются на использовании сети Интернет, позволяя экономно использовать сетевой трафик для передачи изображений любого качества.
При этом происходит запись декодированной информации в виде графического файла на компьютер, файловый сервер или в память специализированного оборудования, где она хранится до запроса пользователя на визуализацию или печать.
Перечисленные программы позволяют принимать и отправлять факсы с ПК, оборудованного факс-модемом.
- PamFax for Skype
- Fax Gwise
- Fax4Word
- Fax4Outlook
- Joy Fax Server
- Joyfax Server
- ActFax
- VentaFax & Voice
- Скорость, измеряемая числом строк, передаваемых в минуту. Для телефонных и радиотелефонных линий связи установлены стандартные скорости 60, 120 и 250 строк в мин. Передача газетных полос ведётся со скоростями 178, 1500 или 2250 строк в мин.
- Время передачи изображения зависит от скорости передачи и составляет: для формата 220×290 мм — от 6 до 25 мин; для газетной полосы — от 2,8 до 50 мин.
- Чёткость, или разрешающая способность (в инструкциях к оборудованию иногда употребляется термин линеатура, однако это употребление неточно) — определяет качество воспроизведения мелких деталей изображения. Измеряется как максимальное количество линий, приходящихся на 1 мм (в Европе — на дюйм) длины строки, которые раздельно, не сливаясь, воспроизводятся приёмником. Значение чёткости в обычных факсимильных аппаратах — 5 линий на мм, а в аппаратуре для передачи газетных полос — от 13 до 16 линий на мм. В англоязычной литературе единица измерения — lpi (англ. lines per inch).
- Число градаций — для полутоновых аппаратов: сколько градаций оптической плотности раздельно воспроизводятся на принятой копии.

## Основные производители
- Brother
- Panasonic